# Ochthebius scitulus
Ochthebius scitulus är en skalbaggsart som beskrevs av Ferro 1982. Ochthebius scitulus ingår i släktet Ochthebius och familjen vattenbrynsbaggar. Inga underarter finns listade i Catalogue of Life.